# Plagiolepidini
Tribu
Plagiolepidini est une tribu de fourmis de la sous-famille des Formicinae.

## Liste des genres
Selon BioLib (29 mai 2019) :
- genre Acropyga Roger, 1862
- genre Agraulomyrmex Prins, 1983
- genre Anoplolepis Santschi, 1914
- genre Lepisiota Santschi, 1926
- genre Nylanderia Emery, 1906
- genre Paraparatrechina Donisthorpe, 1947
- genre Plagiolepis Mayr, 1861
- genre Rhopalomyrmex Mayr, 1868
- genre Stigmacros Forel, 1902